# شهر باستانی دن
دان (عبری: דן‎) شهری باستانی است که در کتاب مقدس عبری ذکر شده‌است و به عنوان شمالی‌ترین شهر پادشاهی اسرائیل توصیف شده‌است و متعلق به قبیله دان است.
این شهرستان با شناسایی تل واقع در بالا جلیل، شمال فلسطین به عنوان تل دن (תל דן "تپه دان") در عبری شناخته شده‌است.

## جغرافیا
دان در منطقه ای قرار دارد که به پانه جلیل معروف است، که بخشی از جلیلیه علیا است. در غرب قسمت جنوبی جبل لبنان قرار دارد. در شرق و شمال کوه‌های هرمون قرار دارند. چشمه‌های آن سالانه تا ۲۳۸ میلیون متر مکعب آب تأمین می‌کنند و نیمی از آب رود اردن را تأمین می‌کنند. این چشمه‌ها با هم بزرگترین چشمه کارستی در خاورمیانه را تشکیل می‌دهند. چشمه‌های هرمون و جلیل از برف و بارانی که در کوه می‌بارد، تغذیه می‌شوند. ذخیره گاه تل دان تنها حدود ۱۲۰ هکتار مساحت را پوشش می‌دهد، اما به دلیل موقعیت مکانی و شرایط منحصر به فرد محیطی، این ذخیره گاه شامل گیاهان و جانوران و سیستم‌های زیستی بومی است. شواهد مربوط به حدود ۷۰۰۰ ساله نشان می‌دهد که مردم تپه کوچک بالای چشمه‌ها را به عنوان نقطه‌ای برای ساختن خانه‌های خود انتخاب کرده‌اند. یافته‌های آبراهام بیران در سال ۱۹۶۶ شامل بخشهایی از دیوارها و دروازه‌های یک مکان آیینی بود که مربوط به زمان وقایع شگفت‌انگیزی است که در کتاب مقدس بازگو شده‌است. یک یافته اصلی کشف یک دروازه کامل از آجر گل و لای شهر بود که مربوط به دوران مفرغ میانه است. قابل توجه‌ترین عنصر این دروازه سه قوس دست نخورده‌است که اولین طاق‌های کامل یافت شده در جهان است. شهری برای اولین بار در اوایل دوره کنعانیان در اینجا ساخته شد. یکی دیگر از یافته‌های مثال زدنی از تل دان، بخشی از یک لوحۀ سنگی از نیمه دوم قرن نهم قبل از میلاد است که بر روی آن کتیبه ای از حزائیل، پادشاه دمشق حک شده‌است که از پیروزی خود بر پادشاه اسرائیل و پادشاه خانه دیوید یاد کرده و این اولین بار است که نام «خاندان داوود» خارج از کتاب مقدس کشف شده‌است.